# Changeling (film 1980)
Changeling (The Changeling) è un film del 1980 diretto da Peter Medak e interpretato dal premio Oscar George C. Scott e da Trish Van Devere, marito e moglie nella vita, che avevano già recitato insieme ne Il giorno del delfino (1973) e in Bella e la bestia (1976).
La pellicola si basa sull'esperienza che Russell Hunter – che ha firmato il soggetto del film – sostiene di aver vissuto anni prima durante un suo soggiorno alla Henry Treat Rogers Mansion di Denver (Colorado).

## Trama
Un musicista, dopo la morte della moglie e della figlia a causa di un incidente stradale, va ad abitare in una casa frequentata dal fantasma di un bambino morto settant'anni prima. Spaventato, ma incuriosito dalla vicenda, inizia ad indagare per scoprire come il piccolo abbia perso la vita. Scopre che il piccolo, così come sua figlia, è morto di morte violenta: è stato ucciso dal padre in quanto minorato e sostituito con un orfano sano. Il sostituto, un ormai anziano e potente senatore, cerca di ostacolare le indagini.

## Produzione
Il film è stato quasi interamente girato in Canada dal 4 dicembre 1978 al 25 febbraio 1979. Alcune scene sono state girate negli Stati Uniti. Il montaggio è avvenuto all'Alpha Cine Service di Vancouver. Il costo della produzione è stato di 7,6 milioni di dollari. La regia inizialmente avrebbe dovuto essere affidata a Tony Richardson, che però declinò l'offerta per divergenze artistiche.
The Changeling viene distribuito in Francia con il titolo L'Enfant du diable e in Spagna come Al final de la escalera.

## Colonna sonora
La colonna sonora, composta da Rick Wilkins, Ken Wannberg e Hoeard Blake, viene pubblicata su CD dalla Percepto Records il 21 dicembre 2001 in sole 1000 copie. Contiene 24 tracce per un totale di 73 minuti di musica, 15 dei quali mai ascoltati prima in quanto non trovarono spazio durante il montaggio del film.

### Tracce
1. Main Title - 2:31
2. The First Look - 1:46
3. First Chill - 1:31
4. Music Box Theme for Piana - 2:05
5. Country Ride -  1:04
6. Bathtub Reflections -  3:03
7. Secret Door -  3:31
8. The Attic -  2:45
9. Music Box Theme - 1:45
10. The Ball - 3:15
11. The Seance - 7:31
12. The Killing - 3:42
13. Carmichael Reflects / On the Floor - 2:18
14. Face On the Bedroom Floor - 1:59
15. Chain Reaction - 3:46
16. The Doors - 1:10
17. Mirror, Mirror On The Wall - 1:11
18. The Attic Calls Clair - 3:52
19. Resolution - 5:53
20. End Title - 3:10
21. The Seance (versione alternativa) - 7:09 (bonus track)
22. Carmichael's Demise - 3:43 (bonus track)
23. Piano Solos - 1:37 (bonus track)
24. End Title (versione alternativa) - 2:31 (bonus track)

## Riconoscimenti
- 1982 Miglior attore, George C. Scott - Fantafestival
- 1980 Miglior film - Genie Awards

## Curiosità
- Changeling è il primo vincitore del premio Genie Award for Best Canadian Film assegnato dalla Academy of Canadian Cinema and Television per la prima volta il 20 marzo 1980.[4]
- Il regista italiano Lamberto Bava ha realizzato nel 1987 un sequel non ufficiale intitolato The Changeling 2 uscito in Italia con il titolo Fino alla morte.[5]